# Rue Robert-Etlin
La rue Robert-Etlin est une voie située dans le 12e arrondissement de Paris, en France.

## Situation et accès
La rue Robert-Etlin relie le quai de Bercy au boulevard Poniatowski, en faisant le tour du bastion no 1 de l'ancienne enceinte de Thiers.
La rue Robert-Etlin est accessible à proximité par la ligne de métro 8 à la station Porte de Charenton, ainsi que par la ligne de tramway T3a.

## Origine du nom
Elle porte le nom du pilote des Forces aériennes françaises libres Robert Etlin (1920-1945), disparu en service aérien commandé.

## Historique
La voie est ouverte en 1962 par la ville de Paris, et réaménagée en 1970 dans le cadre de la construction de l'échangeur de la porte de Bercy.

## Bâtiments remarquables et lieux de mémoire
- Les restes classés aux monuments historiques, du bastion no 1 de l'enceinte de Thiers.